# Sphagnum perforatum
Sphagnum perforatum är en bladmossart som beskrevs av Warnstorf 1891. Sphagnum perforatum ingår i släktet vitmossor, och familjen Sphagnaceae. Inga underarter finns listade i Catalogue of Life.